# 江阴港
江阴港是中國江蘇省江阴市长江沿岸的港口，位于长江下游南岸。1992年江阴港被批准为一类对外开放口岸。江阴港主要由5个港区组成，分别是石庄港区、利港港区、申夏港区、黄田港港区、长山港区。

## 歷史
战国时期，楚春申君黄歇为引江水溉田，于澄江门外开了一条通江水道，后名黄田港，由于商贸往来繁盛，逐渐成为早期的港口。南宋绍兴年间，朝廷在江阴港设立市舶司。